# 8977 Палудікола
8977 Палудікола (8977 Paludicola) — астероїд головного поясу, відкритий 29 вересня 1973 року.
Тіссеранів параметр щодо Юпітера — 3,655.